# Блэгден, Чарльз Брайан
Сэр Чарльз Брайан Блэгден (англ. Charles Brian Blagden; 17 апреля 1748, Глостершир — 26 марта 1820, Аркёй) — английский медик-военврач, физик, химик, физикохимик и естествоиспытатель; один из основателей криоскопии.

## Биография
Чарльз Блэгден родился 17 апреля 1748 года в английском графстве Глостершир. Родителями Чарльза Благдена и его братьев и сестёр Джона (1740–1808, с 1784 года — Джон Благден Хейл), Томаса (1742–1815), Мэри (род. 1745) и Ричарда (род. 1749) были Джон Блэгден (John Blagden, 1715–1750) и его жена Элизабет Фелпс (Elizabeth Phelps, 1716–1784). 
Изучал медицину в Университете Эдинбурга с 1765 по 1768 год. В 1768 году он получил докторскую степень по медицине под руководством Уильяма Робертсона, защитив диссертацию «De causis apoplexiae» («О причинах инсульта»). 
Он посещал лекции физикохимика Джозефа Блэка и врача и химика Уильяма Каллена, с которыми дружил. 
После учебы он сначала практиковал в Глостерской больнице, но в 1772 году отправился в Лондон, где 25 июня того же года был избран членом Королевского общества столицы. 
Вскоре Ч. Б. Блэгден поступил на службу в британскую армию в качестве военного врача. Во время американской войны за независимость (1775-1783) он сначала находился на госпитальном корабле HMS Pilote, а затем в британских колониях в Северной Америке. В 1779 году он получил от генерала Чарльза Корнуоллиса разрешение вернуться в Англию. 
С 1780 года Чарльз Брайан Блэгден жил в городе Плимуте и работал в военном госпитале. В начале 1783 года он оставил действительную военную службу на половинном жалованье.
В Плимуте Благден чувствовал себя изолированным от передовой науки и поэтому в 1782 году переехал в британскую столицу. Здесь он жил со своим братом Джоном Благденом Хейлом и продолжал практиковать в качестве врача.

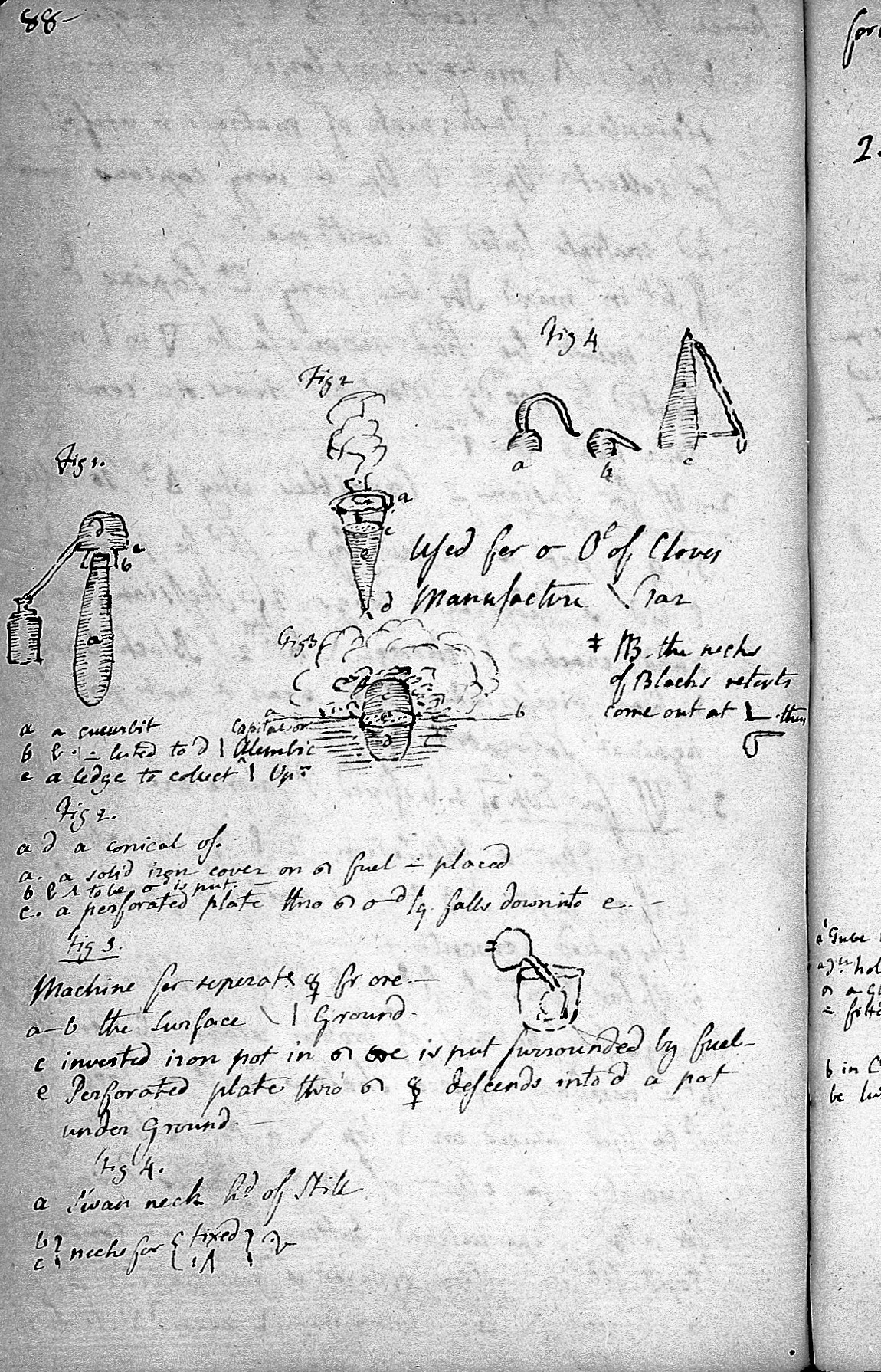
Рукопись Блэгдена

В 1788 году учёный был удостоен Медали Копли —  старейшей и наиболее престижной наградой Лондонского королевского общества. Награда была дана за его монографии: «Опыты над переохлаждением воды ниже точки ее замерзания» (1788) и «Опыты над способностью некоторых веществ понижать температуру замерзания воды» (1788), которыми он по сути положил начало криоскопии, открыв закон пропорциональности депрессии температуры замерзания, производимой каким-либо телом, содержанию этого тела в растворе (Закон Благдена). 
В 1789 году Чарльз Брайан Блэгден был избран в члены Американской академии искусств и наук, Французской академии наук и Американского философского общества. 
В Лондоне Ч. Блэгден подружился с Генри Кавендишем, с которым стал проводить совместные исследования примерно до 1790 года. Кавендиш также поддержал Благдена в финансовом отношении и завещал ему 15 тысяч фунтов стерлингов (умер в 1810 году), что на начало XXI века эквивалентно 1090000 фунтов стерлингов. Кроме того, Благден дружил с президентом Королевского общества, сэром Джозефом Бэнксом, по предложению которого,  5 мая 1784 года, Благден был избран одним из двух секретарей Лондонского королевского общества. Он также состоял в так называемом «клубе понедельника», который встречался в кофейне «George & Vulture». 
В 1792 году Чарльз Брайан Блэгден был посвящён в рыцари.
В 1807 году он стал иностранным членом Баварской академии наук.
30 ноября 1797 года Благден подал в отставку с поста секретаря Королевского общества. После заключения мира мира между Англией и Францией в 1814 году он провел полгода на континенте, в основном во Франции, где у него было много друзей среди французских учёных. 
Сэр Чарльз Брайан Блэгден ещё неоднократно посещал Францию и, в один из таких визитов, умер 26 марта 1820 года в коммуне Аркёй в доме своего друга и коллеги-химика Клода Луи Бертолле.